# The Ditty Bops

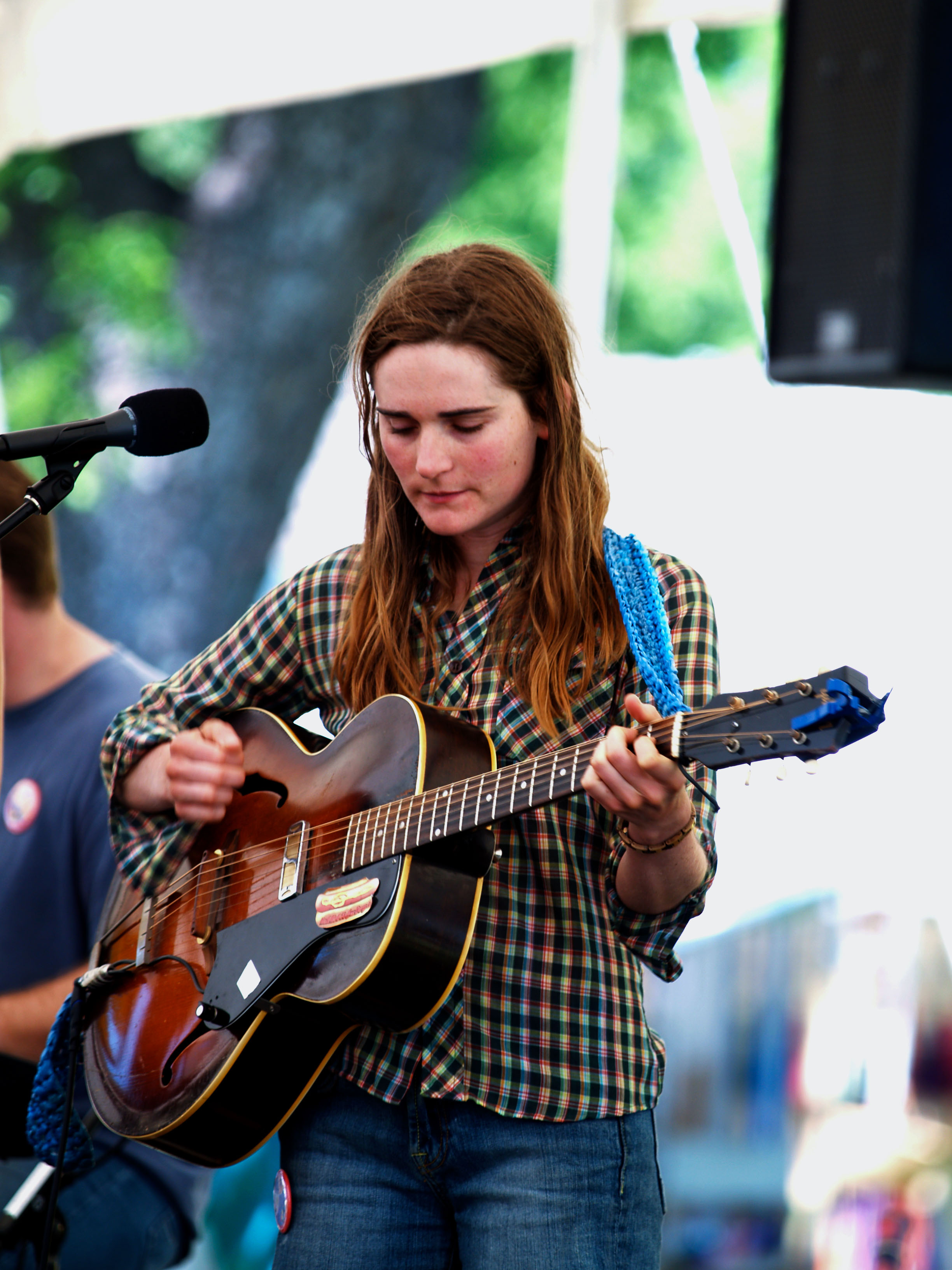
Abby DeWald en 2007.

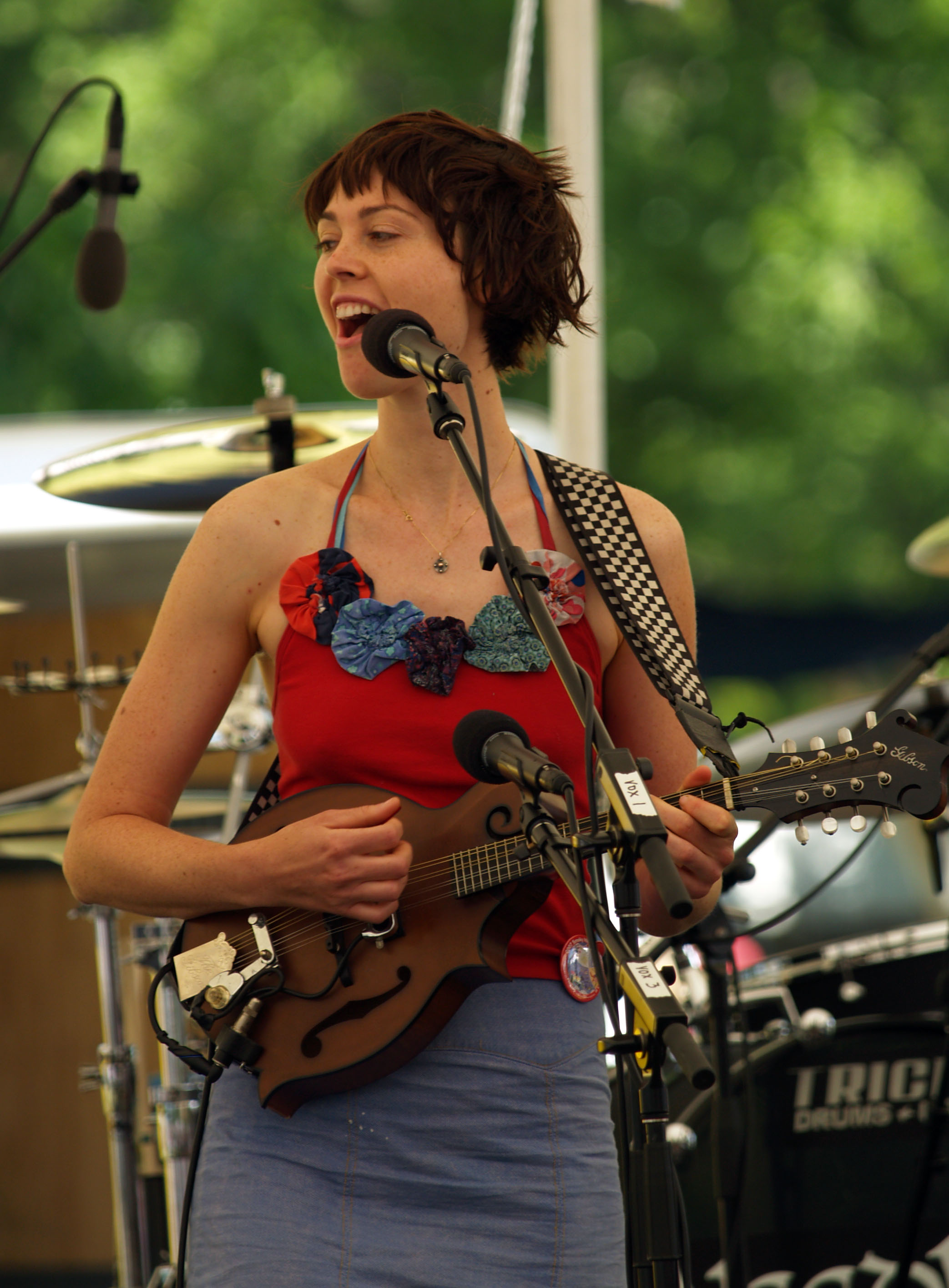
Amanda Barrett en 2007.

The Ditty Bops est un groupe de musique américain originaire de Los Angeles (Californie).

## Histoire
À l'origine sous le label Warner Bros. Records, il se produit maintenant lui-même. Rendu célèbre par ses harmonisations vocales serrées (close harmony) et son style espiègle, il est composé de Abby DeWald (chant et guitare sèche) et Amanda Barett (chant, ukulele, mandoline et dulcimer). D'après différentes analyses, leur musique est basée sur des réminiscences de l'œuvre d'artistes comme Joni Mitchell ou Simon and Garfunkel, mais s'apparente tout aussi bien à divers autres styles musicaux tels que le folk, le bluegrass, le blues, le western swing,le ragtime et la comédie musicale. Leurs concerts sont connus pour être particulièrement interactifs, ils ont différents thèmes et utilisent souvent des éléments de mise en scène théâtrale, accessoires, costumes, sketchs ou séances de diapo humoristiques.
En couple depuis 1999, Abby DeWald et Amanda Barett se sont rencontrées à New York mais ne fondèrent The Ditty Dops qu'en 2004, après qu'un de leurs voisins les y aient encouragées.
Mais le groupe est davantage connu du grand public car six de leurs chansons furent utilisées dans la bande originale de la série télévisée Grey's Anatomy de la chaîne américaine ABC. There's a Girl fut ainsi utilisé comme générique.
De la même manière, The Ditty Bops apparaissent dans le neuvième épisode de la quatrième saison de The L Word. Elles participèrent par deux fois à l'émission de radio « Prairie Home Companion » de Garrison Keillor : le 7 mai 2005 depuis Mitchell, dans le Dakota du Sud, et le 18 juin de la même année depuis Highland Park (Illinois).
Du 23 mai au 2 septembre 2006, The Ditty Bops entreprirent un tour des États-Unis à bicyclette pour assurer la promotion de leur second album, Moon Over the Freeway, action symbolique pour interpeller leur public sur des thèmes tels que la pollution atmosphérique ou les économies d'énergie. Elles relièrent Los Angeles à New York, parcourant 7 246 km.
En octobre 2008, Abby et Amanda ont annoncé leur mariage en Californie par un e-mail envoyé à leurs fans et sur leur blog Myspace.

## Discographie
- The Ditty Bops (CD) – Warner Bros. Records – 2004
- Moon Over The Freeway (CD) – Warner Bros. Records – 2006
- Pack Rat (EP) – Ditty Bops Music – 2007
- Summer Rains (CD) – Ditty Bops Music – 2008
- Songs for Steve (EP) – Ditty Bops Music – 2009
- The Color Album (EP) – Ditty Bops Music – 2010
- Love Letters (CD) – Ditty Bops Music – 2011
- Jelly for President - Yes We Jam (CD) – Ditty Bops Music – 2011

## Interviews
- ThoughtWorthy Media Interview with The Ditty Bops (38:04)
- The Advocate: "Gotta have my Bops"
- "Folkscene", 2005-11-13, pour KPFK